# Louis VIII de Bavière
Pour les articles homonymes, voir Louis VIII et Bossu (homonymie).
Louis VIII (1er septembre 1403 – 7 avril 1445), dit « le Bossu » (der Höckrige) ou « le Jeune » (der Jüngere), est duc de Bavière de 1443 à sa mort.
Fils de Louis VII de Bavière et d'Anne de Bourbon, il succède à son père à la tête du duché de Bavière-Ingolstadt en 1443 après l'avoir fait prisonnier à l'aide de son cousin Henri XVI de Bavière. Il meurt deux ans plus tard. Lorsque Louis VII meurt en captivité en 1447, c’est Henri XVI qui hérite alors de la Bavière-Ingolstadt.
En 1441, il épouse Marguerite de Brandebourg (1410-1465), fille de l'électeur Frédéric Ier de Brandebourg et d'Élisabeth de Bavière-Landshut, et veuve depuis 1423 du duc Albert V de Mecklembourg.